# Wilk leśny
Wilk leśny (Canis lupus nubilus) – średniej wielkości podgatunek wilka szarego, drapieżnego ssaka z rodziny psowatych (Canidae), zamieszkuje południowe części Gór Skalistych, północno-zachodnie części Stanów Zjednoczonych i południowo-zachodnią, wschodnią i północno-wschodnią Kanadę oraz południowo-wschodnią Alaskę. Podgatunek o różnorodnym kolorycie, od barwy szarej, ciemnoszarej, żółto-szarej do czerwonawej. Rozpowszechniony na dużym obszarze w niektórych miejscach zagrożony, legalne polowania dozwolone na terenie Kanady. Wytworzył wiele form geograficznych różniących się umaszczeniem:
- C. l. n. nubilus – przedstawiciel typowy tego podgatunku. Zamieszkuje Saskatchewan i Manitobę oraz północno-wschodnie tereny USA (patrz wyżej).
- C. l. n. crassodon – zamieszkuje wyspę Vancouver, średniej wielkości, koloryt sierści z odcieniami szarego aż do czarnosiwego.
- C. l. n. fuscus – zamieszkuje Góry Kaskadowe na obszarze Kanady i północnych części USA, zwany również wilkiem brązowym z powodu swego brunatno-szarego ubarwienia. Średniej wielkości, masa ok. 40–50 kg.
- C. l. n. youngi – wymarła forma wilka amerykańskiego, zamieszkiwał Nową Fundlandię i Labrador, średniej wielkości i o prawie białej sierści.
- C. l. n. labradorius – różne warianty sierści od czarnej do prawie białej, średniej wielkości. Zamieszkuje płw. Labrador.
- C. l. n. youngi – wymarły, zamieszkiwał amerykańskie stany Nevadę, Utah i Kolorado. Było o zwierzę średniej wielkości o jasnej sierści.
- C. l. n. irremotus – wilk o jasnej sierści, występowanie północne Góry Skaliste do Alberty, prawdopodobnie na większości terenach wymarły.
- C. l. n. hudsonicus – średniej wielkości, zimą ubawienie białe, wiosną szarawe, czasem nazywany „amerykańskim wilkiem tundrowym”. Żyje na zachód i północ od Zatoki Hudsona, na obszarze Terytoriów Północno-Zachodnich oraz prawdopodobnie północnej Manitoby. Często podąża za stadami karibu.
- C. l. n. ligoni) – zamieszkuje Archipelag Aleksandra, jeden z najmniejszych amerykańskich wilków, o krótkiej i ciemnej sierści.

Od 1926 był uważany za podgatunek wymarły na wolności, z jedyną zachowaną populacją złożoną z osobników zakupionych przez dr. Edwarda Hebera McCleery'ego. Przeprowadzone badania wykazały, że wilki żyjące w stanach Minnesota, Wisconsin i Michigan to Canis lupus nubilus.